# Rema-Rema
Rema-Rema (llamada también Rema Rema) fue una banda inglesa de post-punk y rock gótico de corta duración formada por Gary Asquith (voz, guitarra), Marco Pirroni (ex Siouxsie and the Banshees y The Models) (guitarra), Mick Allen (bajo, voz), Mark Cox (teclados) y Max (batería).
Su único material publicado fue el EP "Wheel In The Roses", grabado en junio de 1979 y editado en 1980 por 4AD Records; el disco traía consigo cuatro temas (dos canciones en estudio en un lado y otras dos en vivo en el otro lado).
Pirroni se fue a formar parte de Adam & the Ants; Asquith, Allen y Cox formaron la también banda de corta duración Mass, para que luego Asquith formara Renegade Soundwave, y Allen y Cox The Wolfgang Press; Max se hizo solista temporalmente y grabó un sencillo llamado "I Confess", que escribió junto a Alex Ferguson, (Industrial Records, 1980) con el nombre de Dorothy, y luego pasa a formar parte de Psychic TV.

## Wheel In The RosesEP
Las dos últimas canciones fueron grabadas en vivo. Se volvió a vender en formato CD, pero en edición limitada de 1,000 ejemplares en el 2003.
- 1 Feedback Song (7:07)
- 2 Rema-Rema (4:23)
- 3 Instrumental (4:00)
- 4 Fond Affections (4:02)